# مانفردو دو کارمو
مانفردو دو کارمو (انگلیسی: Manfredo do Carmo) (زاده ۱۵ اوت ۱۹۲۸ – درگذشته ۳۰ آوریل ۲۰۱۸) ریاضی‌دانی در زمینه هندسه دیفرانسیل اهل برزیل بود.
وی همچنین برندهٔ جوایزی همچون کمک‌هزینه گوگنهایم شده‌است.